# Антим VII Константинопольський
Патріарх Антим VII (грец. Πατριάρχης Άνθιμος Ζ΄; у світі Аггелос Цацос грец. Ἄγγελος Τσάτσος ; 1827, Плисєвиця Філіатська, Епір, Османська імперія — 1913, Антигона, Османська імперія) — Архієпископ Константинополя — Нового Риму і Вселенський Патріарх (1895—1897).

## Біографія та праці
Навчався у Зосимівській школі в Яніні; в 1861 році закінчив Халкінську богословську школу на Халкі; слухач у Афінському університеті.
Викладав у Зосимівській школі та жіночому інституті в Яніні, виконуючи обов'язки ієрокірікса. У червні 1869 року хіротонізований на єпископа Параміфійського; з 1877 року — митрополит Еноський. 1889 року відмовився від призначення на Анхіальську кафедру, проживаючи в Яніні; 1893 року — митрополит Корчанський, а з 21 липня 1894 року — митрополит Лероський і Калімноський.
Після зречення у січні 1897 року пішов на острів Антігона, де й помер.
Під час викладацької діяльності у Зосимівській школі склав трактат «Докази Божества Ісуса Христа, запозичені зі Святого Письма та творінь святих отців» (Афіни, 1865) – спростування роботи Жозефа Ренана «Життя Ісуса»; 1892 року видав збірку слів на Євангеліє від Івана під назвою «Наставник благочестя».
Його підпис стоїть під Окружним посланням виданим у серпні 1895 року у відповідь на прозелітичну енцикліку папи Римського Лева XIII до православних народів Praeclara Gratulationis від 20 червня 1894 року. Послання Патріарха і Синоду, підтверджуючи основні тези Окружного послання 1848 року, підписаного патріархом Антимом VI та іншими, зокрема, гласило: "<…> Залишаючи поза увагою ці важливі і істотні, що утворилися на Заході щодо віри різниці між двома церквами, Його блаженство виставляє своєю енциклікою найважливішою і нібито єдиною причиною поділу питання про верховенство римського єпископа, причому посилає нас до джерел, щоб ми досліджували, як думали наші предки і що заповідали нам перші часи християнства. Але, звертаючись до отців Церкви і Вселенських Соборів перших дев'яти століть, ми цілком запевняємося, що на єпископа римського ніколи не дивилися в Церкві як на вищу владу і непогрішну главу, і що кожен єпископ є главою і предстоятелем своєї приватної церкви, що підкоряється лише соборним визначенням і рішенням Церкви вселенської, як єдино непогрішним, і, як свідчить історія церковна, єпископ римський анітрохи не складав із цього правила виключення. <…> папська церква, хоч і визнає вже псування і фальшивість тих декреталій, у яких ґрунтуються необмежені її домагання, але як упирається повернутися до канонів і визначенням Вселенських Соборів, а й у кінці ось уже XIX століття, продовжуючи розширювати існуючу прірву поділу, відкрито проголосила, на подив всього християнського світу, непогрішність римського єпископа. Православна східна і кафолічна Христова Церква, окрім Сина і Слова Божого, що невимовно втілилося, нікого іншого не знає, хто б перебував на землі непогрішним. Сам апостол Петро, наступником якого вважає себе папа, тричі зрікся Господа; він же був викриваний апостолом Павлом, як не право вступив до істини Євангельської ([[|Гал]] 2:11). "
Був зміщений через недостатню, на думку деяких греків, енергійність у питанні про призначення митрополита Ускюбського (Скопія): замість грека був призначений серб Фірміліан.